# Kuangdonggou (köpinghuvudort i Kina, Liaoning Sheng, lat 40,17, long 122,70)
Kuangdonggou är en köpinghuvudort i Kina. Den ligger i provinsen Liaoning, i den nordöstra delen av landet, omkring 190 kilometer söder om provinshuvudstaden Shenyang. Antalet invånare är 22 011. Befolkningen består av 10 736 kvinnor och 11 275 män. Barn under 15 år utgör 11,0 %, vuxna 15-64 år 75 %, och äldre över 65 år 13,0 %.
Runt Kuangdonggou är det ganska tätbefolkat, med 166 invånare per kvadratkilometer. Närmaste större samhälle är Wanfu, 13,9 km väster om Kuangdonggou. Omgivningarna runt Kuangdonggou är en mosaik av jordbruksmark och naturlig växtlighet.
Genomsnittlig årsnederbörd är 1 033 millimeter. Den regnigaste månaden är juli, med i genomsnitt 314 mm nederbörd, och den torraste är januari, med 8 mm nederbörd.